# Sauris buruensis
Sauris buruensis là một loài bướm đêm trong họ Geometridae.